# دیوید هال (دونده)
دیوید هال (انگلیسی: David Hall; ۱ مهٔ ۱۸۷۵ – ۲۷ مهٔ ۱۹۷۲) دونده اهل ایالات متحده آمریکا بود.